# Eleutherodactylus juanariveroi
Espèce
Statut de conservation UICN

 CR A4ac; B1ab(i,ii,iii)+2ab(i,ii,iii) : 
En danger critique
Eleutherodactylus juanariveroi est une espèce d'amphibiens de la famille des Eleutherodactylidae.

## Répartition
Cette espèce est endémique de Porto Rico. Elle se rencontre à Toa Baja de 10 à 20 m d'altitude.

## Étymologie
Cette espèce est nommée en l'honneur de Juan Arturo Rivero.

## Publication originale
- Rios-López & Thomas, 2007 : A new species of palustrine Eleutherodactylus (Anura: Leptodactylidae) from Puerto Rico. Zootaxa, no 1512, p. 51–64.